# افا ديلوكا-فيرلي
افا ديلوكا-فيرلي (بالإنجليزية: Ava Deluca-Verley)‏ مواليد 27 سبتمبر 1989، هي ممثلة أمريكية بدأت مسيرتها الفنية عام 2012.

## وصلات خارجية
- الموقع الرسمي
- افا ديلوكا-فيرلي على موقع IMDb (الإنجليزية)
- افا ديلوكا-فيرلي على موقع ألو سيني (الفرنسية)
- افا ديلوكا-فيرلي على موقع كينوبويسك (الروسية)